# Mojo (Hoodoo)
Mojo bezeichnet eigentlich ein magisches Amulett, wird aber auch als Synonym für Glück oder Glücksbringer verwendet.
Das Wort Mojo ist afrikanischen Ursprungs und kam mit den Sklaven nach Amerika. Gegen Ende des 19. oder Anfang des 20. Jahrhunderts ging das Wort in den englischen Sprachgebrauch über.

## Glücksbehälter
Ein Mojo war üblicherweise ein Stoffbeutel, der als Talisman unter der Kleidung versteckt getragen wurde. Gefüllt mit Kräutern und magischen Pulvern, gelegentlich einer Münze und anderen geeigneten Gegenständen, versehen mit einem Hoodoo-Zauber, sollte das Mojo vor bösen Einflüssen schützen oder in bestimmten Situationen Glück bringen.

## Rezeption

### Musik
Am bekanntesten wurde der Begriff „Mojo“ durch seine häufige Verwendung im Blues bzw. im Rock’n’Roll, der die alten Blues-Songs wieder aufgriff. Auf diese Weise verbreitete sich das Wort zwar weltweit, aber die ursprüngliche Bedeutung war nur wenigen geläufig. So kam es zur Verwendung des Wortes Mojo mit grundsätzlich anderen Bedeutungen, etwa als Umschreibung der Libido oder des Penis. Jim Morrison von den Doors benutzte im Song L.A. Woman das Pseudonym „Mr. Mojo Risin’“, ein Anagramm von „Jim Morrison“.
Zu den vielen Blues-Songs, die das Wort „Mojo“ im Titel haben, gehören z. B. Low-down Mojo von Blind Lemon Jefferson, I Got My Mojo Working von Ann Cole, das oftmals Muddy Waters zugeschrieben wird bzw. Paul Butterfield, oder Pick Up On My Mojo von Johnny Winter. Ein bekannter Titel ist auch Mojo Hand von Lightning Sam Hopkins. In dem Beatles-Lied Come Together (LP Abbey Road, 1969) wird ebenfalls auf Muddy Waters’ Mojo Bezug genommen: In der vierten Strophe heißt es “He Got Muddy Water, he one Mojo Filter, he say ‘one and one and one is three’…”.
Joni Mitchell erwähnt 1991 in ihrem Song Come in from the Cold ein Mojo.
Der Begriff „Mojo“ kommt auch in dem 2001 veröffentlichten Lied LeRoy von Wheatus vor, wo er in dem Zusammenhang „Leroy is the Mojo-Man tonight“ gebraucht wird. Jeff Buckley benutzte den Begriff in seinem mit Gary Lucas geschriebenen Song Mojo Pin („If only you’d come back to me, if you laid at my side, wouldn’t need no mojo pin to keep me satisfied“; zu Deutsch: „Wenn du nur zu mir zurückkämst, dich an meiner Seite hinlegtest, bräuchte ich keine Mojo-Nadel, um zufrieden zu sein“. Damit ist eine Morphinspritze gemeint).
Heinz Rudolf Kunze erwähnt es auf seiner 2016er CD Deutschland im Blues-Song Es ist in ihm drin in der Zeile: „Mittlerweile bin ich alt | und mein Mojo hat gewirkt | weil mein tiefer Zauberwald | mehr enthüllt als er verbirgt“.
Der Begriff „Mojo“ kommt außerdem in dem Lied The Box von Roddy Ricch vor, das Teil seines Albums Please Excuse Me for Being Antisocial ist.
Seeed erwähnt das „Mojo“ im 2020 veröffentlichten Lied Hale-Bopp: „Du bist mein Amulett, mein Mojo“.
Ebenfalls verwendete Dead Dawg den Begriff „Mojo“ im 2020 veröffentlichten BHZ-Song Bald ist es vorbei: „Ja, ja, heute mach' ich slow, bleib' in mei'm Mojo“.
Das 14. Studioalbum von Tom Petty & the Heartbreakers trägt den Namen Mojo.
Die deutsche Hard-Rock-Band „Mojo Tool“ (Zauber- oder Hoodoo-Werkzeug, im weiteren Sinn aber auch Sex-Werkzeug oder potenter Penis) hat den Begriff Mojo in ihren Namen übernommen.
Der Hamburger Musik Club Mojo Club wurde im Jahr 1989 gegründet
und brachte zwei Handvoll CDs mit Musikkompilationen heraus.

### Film
Das Mojo wird in der Austin-Powers-Trilogie thematisiert, in der Austin Powers’ Mojo die Quelle seines Selbstvertrauens und seiner sexuellen Anziehungskraft ist. Im zweiten Film Austin Powers – Spion in geheimer Missionarsstellung wird sein Mojo mit einer Spritze entnommen und in einem Glas als rote Flüssigkeit aufbewahrt. Als das Mojo schließlich zerstört wird, erkennt Austin aber, dass er auch ohne sein Mojo ein Gewinner ist.

### Spiele
Im MMO-Spiel World of Warcraft hinterlassen die jamaikanisch angehauchten Trolle oft Mojos, wenn sie getötet werden. Auch im Action-RPG Diablo 3 kommen Mojos zum Einsatz, und zwar durch die Figur des Hexendoktors.
Auch befasst sich das Computerspiel The Darkness mit diesem Thema. Hier wird das Mojo als Synonym für Jackies geheime Kraft, die Finsternis, angebracht.